# Weißspitze (Antarktika)
Die Weißspitze ist ein Berg im ostantarktischen Viktorialand. Er ist einer der Gipfel der Lawrence Peaks in den Victory Mountains und ragt in deren Zentrum auf.
Wissenschaftler der deutschen Expedition GANOVEX III (1982–1983) nahmen seine Benennung vor.